# メチルフェニルピラセタム
メチルフェニルピラセタム(Methylphenylpiracetam)は、ピラセタムの誘導体で、シグマ1受容体(σ1R)の正のアロステリックモジュレーターである。フェニルピラセタムにメチル基が付加したものである。
E1Rは、メチルフェニルピラセタムの(4R,5S)立体異性体である。

## エナンチオマー
2つのR配置エナンチオマーである(4R,5S)と(4R,5R)は、S配置型である(4S,5R)と(4S,5S)と比べて、シグマ1受容体への正のアロステリック効果が大きくなる。
| エナンチオマー  | σ1Rに対する正のアロステリック効果(%) |
| --------------- | ------------------------------------ |
| erythro-(4R,5S) | 222 ± 37                             |
| threo-(4R,5R)   | 191 ± 23                             |
| erythro-(4S,5R) | 141 ± 40                             |
| threo-(4S,5S)   | 147 ± 31                             |

## 効果
E1Rは、マウスにおいて自発運動に影響を与えることなく、認知力を高め、コリン作動性機能障害に対して効果を持つ。E1Rによる前処理はシグマ1受容体のアゴニストPRE-084の刺激効果を増強し、また受動的回避行動の保持を促進した。また、スコポラミン誘導認知障害を軽減した。E1Rの認知力を高める効果は、(R)-フェニルピラセタムよりも大きい。
E1Rは自発運動に影響を与えないため、錐体外路症状を引き起こさないことが分かった。

## 関連文献
- US patent 8791273, Kalvins, et al., "4R,5S-enantiomer of 2-(5-methyl-2-oxo-4-phenyl-pyrrolidin-1-yl)-acetamide with nootropic activity", issued 2014-07-29